# Gazera dimorpha
Gazera dimorpha är en fjärilsart som beskrevs av Johannes Karl Max Röber. Gazera dimorpha ingår i släktet Gazera och familjen Castniidae. Inga underarter finns listade i Catalogue of Life.